# CRM
Az ügyfélkapcsolat-kezelés (customer relationship management – CRM) fogalma egy cég saját partnerei felé irányuló folyamatainak leírására vonatkozik. Egy CRM szoftver célja, hogy ezeket a folyamatokat támogassa, illetve a jelenlegi és potenciális ügyfelekkel kapcsolatos információkat tárolja.
A CRM folyamatok köre magában foglal minden olyan folyamatot, amely valamilyen formában köthető az ügyfelekkel való együttműködéshez, a meglévő ügyfelek kiszolgálásához, a nekik történő újraértékesítéshez vagy a potenciális ügyfelek megkereséséhez. A CRM fogalom elterjedése és a leggyakoribb használata szorosan köthető az ezeket a folyamatokat támogató szoftverekhez, amelyek ezen a néven a kilencvenes évek közepe óta léteznek.

## CRM rendszerek funkciói
A CRM szoftverek a marketing, értékesítési, ügyfélszolgálati és call center területeket támogatják. Elterjedésük a nagyvállalatoknál kezdődött, de a technológia fejlődése és a szoftverszállítók éles versenyéből adódó árcsökkenés miatt ma már a közép, sőt a kisvállalatok számára is elérhetőek.
A CRM szoftverek általában képesek:
- ügyfél, potenciális ügyfél és kapcsolattartó adatok kezelésére,
- marketing kampányok kezelésére,
- értékesítési üzleti lehetőségek kezelésére,
- ügyfélszolgálati bejelentések (ügyek) kezelésére,
- a call centerekben folyó értékesítési és ügyfélszolgálati munka speciális üzleti folyamatainak kezelésére,
- a fenti területek átfogó elemzésének biztosítására.

A CRM szoftverek funkciói azonban az elmúlt években, főként a fokozódó piaci verseny hatására tovább bővületek és már egyáltalán nem ritka, hogy egy CRM rendszer támogatást nyújt a projektek és feladatok kezelésében is. 

## A CRM rendszerek bevezetésének előnyei
A Customer Relationship Management rendszereket többnyire azért vezetik be, hogy a következő előnyök közül egyet vagy többet elérjenek:
- minőségjavítás és hatékonyságnövelés,
- a termékegységre jutó fajlagos költségek csökkentése,
- döntéstámogatás,
- nagyvállalati folyamatok támogatása,
- vevő központú folyamatok,
- nyereség növelése.

## A CRM rendszer kiemelt szerepe az értékesítésben
A B2B értékesítési módban az eladást általában egy hosszú ügyfélkommunikációs szakasz készíti elő. Számos ügyfélkapcsolati mozzanat következik be, mire elérünk egy megrendeléshez. Ebben a folyamatban nyújt támogatást a CRM szoftver a következő funkciókkal:
- rendszerezi az ügyféladatbázisokat, kontaktokat, elérhetőségeket,
- tárolja és kereshetővé teszi az értékes ügyfél információkat (vélemények, preferenciák, korábbi együttműködések, tárgyalások, vásárlások),
- rögzíti és felajánlja a feladatokat, így hatékonyabb az ügyfélkezelés,
- a versenytársakkal történt találkozásokról információt szolgáltat,
- támogatja az értékesítési volumen tervezésének pontosságát,
- ellenőrizhetővé teszi a munkát,
- segíti a kollégák együttműködését, mert minden terület tudja használni (sales, marketing, szerviz, pénzügy, fejlesztés, customer service).

## CRM szoftverek típusai
A nagyvállalati CRM szoftverek használatba vétele általában üzleti és informatikai konzultációs projektek keretében történik. Ilyenkor az erre szakosodott tanácsadó cég felméri a vállalatot a fenti területeken, és azokat a CRM szoftver által javasolt folyamatokkal összeveti, majd a kettőt összehangolva beállítja a CRM rendszert.
A kis- és középvállalati CRM rendszerek esetén a szoftver egyes funkcióin túl szintén fontos szerepe van a szoftver bevezetésével és használatával kapcsolatos tanácsadásnak.
A CRM szoftverek ma már nem csak megvehetőek (és saját szerverre telepíthetőek), hanem az interneten keresztül, külső szolgáltatásként (SaaS) is használhatóak.
A CRM rendszerek igen gyakran vagy egy vállalati ügyviteli szoftvercsomag részét, modulját képezik, vagy pl. kisvállalati CRM rendszereknél gyakori, hogy egyéb ügyviteli szoftverekre jellemző funkciókat is integrálnak, mint pl. Project management funkciók, Help desk funkciók, tudásbázis funkciók, Ticketing rendszer, stb.
Az ERP szoftvereket is gyakran felvértezik CRM funkciókkal, illetve gyakran maga a számlázó szoftver tölti be a CRM feladatokat egy szervezeten belül, de ezek többnyire csak nagyon leegyszerűsített funkciók.

## Programok
Számos program létezik, az ingyenes és egyszerű programoktól a nagyon kifinomult kereskedelmi programokig.
A programok listája:
| Név           | Engedély | Nyelvek                                                                            | Létrehozás időpontja | Használt nyelvek |
| ------------- | -------- | ---------------------------------------------------------------------------------- | -------------------- | ---------------- |
| ASARI CRM     | SaaS     | en, de, fr, es, it, ru, ua, pl, lt, lv, es, cn                                     | 1998                 | PHP, Javascript  |
| Firmao CRM    | SaaS     | en, de, es, fr, pt, se, pl, ae, jp, tr, ua, ru                                     | 2009                 | Java, Javascript |
| Synergius CRM | SaaS     | de, en, pl, ru                                                                     | 2013                 | PHP, Javascript  |
| HubSpot       | SaaS     | en, fr, jp, de, pt, es                                                             | 2014                 | Java             |
| Pipedrive     | SaaS     | cs, en, de, et, es, fr, id, it, jp, ko, lv, nl, nb, pl, pt, ru, fi, sv, tr, uk, zh | 2011                 | PHP, Javascript  |
| Salesforce    | SaaS     | br, ca, fr, de, it, nl, se, jp, cn, tw, kr, th                                     | 1999                 | APEX             |
| Zoho CRM      | SaaS     | en, pt, fr, ar, th, cn, it, de, nl, id, jp, vi, he                                 | 1999                 | Java             |
| SugarCRM      | SaaS     | es, en, de, fr, it, jp                                                             | 2004                 | PHP              |
| Livespace     | SaaS     | pl, en                                                                             | 2013                 | Javascript       |

## Magyar CRM szoftverek
- MiniCRM
- QlickCRM
- ForestCRM
- MomoCRM
- Opteamus
- Revolution
- Dynamics CRM